# تحالف من أجل الانتخابات الحرة والشفافة
التحالف من أجل الانتخابات الحرة والشفافة (بالإنجليزية: Coalition for Free and Open Elections) أو (COFOE) هي منظمة غير حزبية في الولايات المتحدة تهدف إلى تعزيز الترشح للانتخابات على نحو عادل. وقد تأسست المنظمة في عام 1985، عندما اجتمع ممثلون عن مختلف ألوان الطيف السياسي في المكتب القانوني للنائب العام الأمريكي السابق رمزي كلارك في مدينة نيويورك.
وكان من بين المشاركين الأوائل في المنظمة المستقلون السياسيون وأعضاء الحزب الاشتراكي الأمريكي والحزب الليبرالي والحزب الشيوعي وحزب المواطنين وحزب الحظر (Prohibition Party) ووحزب التحالف الجديد. وقد كان الاشتراكي ديفيد ماك رينولدز هو أحد الرؤساء الأوائل للمنظمة، وقد خلفه آن روزنهافت ثم الشيوعي سي جيرسون. ويرجع الفضل في استمرار المنظمة ونموها إلى العمل الدؤوب الذي قام به ريتشارد وينجر رئيس تحرير وناشر صحيفة بالوت أكسيس نيوز (Ballot Access News).
هذا وقدمت منظمة «التحالف من أجل الانتخابات الحرة والشفافة» إفادات إلى المحكمة في عدة قضايا متعلقة بحق الترشح للانتخابات.
في أواخر تسعينيات القرن العشرين، عقدت منظمة وطنية للترشح للانتخابات ذات اهتمامات مماثلة لمنظمة التحالف من أجل الانتخابات الحرة والشفافة عدة اجتماعات في منطقة واشنطن العاصمة، وحضرها أعضاء من حزب الإصلاح والحزب الليبرالي وحزب الخضر وحزب القانون الطبيعي (Natural Law Party) والحزب الشيوعي الأمريكي، والعديد من المستقلين وغيرهم. وقد ناقش هذا الائتلاف الوطني الجديد للترشح للانتخابات إمكانية تشكيل منظمة مدنية معفاة من الضرائب لأغراض التقاضي حول مسألة الترشح للانتخابات والتعليم. وعند إحدى المراحل، رأى بعض المشاركين في هذه المجموعة استعارة اسم التحالف من أجل الانتخابات الحرة والشفافة.

## وصلات خارجية
- COFOE Website